# Derek Stepan
Derek Kenneth Stepan, född 18 juni 1990, är en amerikansk före detta professionell ishockeyspelare som sist spelade för Ottawa Senators i NHL. Stepan valdes av New York Rangers i den andra rundan som 51:e spelare totalt i 2008 års NHL Entry Draft.

## Spelarkarriär
Under två säsonger internatskolan Shattuck-Saint Mary's hockeylag i United States Hockey League 2006–2008 gjorde Stepan 70 respektive 111 poäng. Skolan hade tidigare bland annat haft blivande NHL-stjärnorna Sidney Crosby, Zach Parise och Jonathan Toews som elever. Säsongerna 2008-2009 och 2009-2010 spelade han i University of Wisconsin och gjorde totalt 87 poäng på 81 matcher. Stepan var lagkapten för USA under Junior-VM 2010 där man besegrade Kanada i finalen. Stepan vann turneringens poängliga genom att göra 14 poäng (4 mål och 10 assist) på 7 matcher och blev även uttagen som center i turneringens All-star lag.
Stepan skrev på sitt första proffskontrakt med Rangers den 1 juli 2010. Han debuterade i NHL den 9 oktober 2010 i en match mot Buffalo Sabres där han lyckades göra tre mål. Stepan blev därmed den första Rangers-spelaren och den fjärde spelaren i NHL:s historia efter Alex Smart 1943, Réal Cloutier 1979 och Fabian Brunnström 2008 att göra hattrick i sin första NHL-match. Under rookiesäsongen var Stepan en av fyra spelare i Rangers att spela i samtliga lagets 82 grundseriematcher. Han samlade ihop 45 poäng (21 mål och 24 assist) och var med det fjärde bästa målskytt och fjärde bästa poängplockare i laget. Han hamnade på femte plats av alla rookies i poängligan och målligan.
23 juni 2017 stod det klart att Stepan trejdades till Arizona Coyotes tillsammans med målvakten Antti Raanta i utbyte mot ett draftval i första rundan (7:e totalt, Lias Andersson) och Tony DeAngelo.

## Statistik

### Klubbkarriär
| 2008–09    | University of Wisconsin | WCHA       | 40  | 9   | 24  | 33  | 6   | —  | —  | —  | —  | —  |
| 2009–10    | University of Wisconsin | WCHA       | 41  | 12  | 42  | 54  | 10  | —  | —  | —  | —  | —  |
| 2010–11    | New York Rangers        | NHL        | 82  | 21  | 24  | 45  | 20  | 5  | 0  | 0  | 0  | 2  |
| 2011–12    | New York Rangers        | NHL        | 82  | 17  | 34  | 51  | 22  | 20 | 1  | 8  | 9  | 4  |
| 2012–13    | KalPa                   | SM-l       | 12  | 2   | 2   | 4   | 0   | —  | —  | —  | —  | —  |
| 2012–13    | New York Rangers        | NHL        | 48  | 18  | 26  | 44  | 12  | 12 | 4  | 1  | 5  | 2  |
| 2013–14    | New York Rangers        | NHL        | 82  | 17  | 40  | 57  | 18  | 24 | 5  | 10 | 15 | 2  |
| 2014–15    | New York Rangers        | NHL        | 68  | 16  | 39  | 55  | 22  | 19 | 5  | 7  | 12 | 10 |
| 2015–16    | New York Rangers        | NHL        | 72  | 22  | 31  | 53  | 20  | 5  | 2  | 0  | 2  | 0  |
| 2016–17    | New York Rangers        | NHL        | 81  | 17  | 38  | 55  | 16  | 12 | 2  | 4  | 6  | 4  |
| 2017–18    | Arizona Coyotes         | NHL        | 82  | 14  | 42  | 56  | 26  | —  | —  | —  | —  | —  |
| 2018–19    | Arizona Coyotes         | NHL        | 72  | 15  | 20  | 35  | 14  | —  | —  | —  | —  | —  |
| NHL totalt | NHL totalt              | NHL totalt | 669 | 157 | 294 | 451 | 170 | 97 | 19 | 30 | 49 | 24 |

### Internationellt
| År            | Lag           | Turnering     | Resultat      |    | Matcher | Mål | Assist | Poäng | Utv |
| ------------- | ------------- | ------------- | ------------- | -- | ------- | --- | ------ | ----- | --- |
| 2010          | USA           | JVM           | 1             | 7  | 4       | 10  | 14     | 4     |     |
| 2011          | USA           | VM            | 8:a           | 7  | 2       | 5   | 7      | 2     |     |
| 2014          | USA           | OS            | 4:a           | 1  | 0       | 0   | 0      | 0     |     |
| 2016          | USA           | WCH           | 7:a           | 3  | 0       | 1   | 1      | 0     |     |
| Junior totalt | Junior totalt | Junior totalt | Junior totalt | 7  | 4       | 10  | 14     | 4     |     |
| Senior totalt | Senior totalt | Senior totalt | Senior totalt | 11 | 2       | 6   | 8      | 2     |     |